# Premio Bruno Rossi
Il Premio Bruno Rossi (in inglese Bruno Rossi Prize) è un premio assegnato con cadenza annuale dalla divisione di Astrofisica delle Alte Energie della American Astronomical Society per un contributo significativo all'Astrofisica delle Alte energie, con particolare enfasi per lavori recenti ed originali. È designato in onore dell'astrofisico Bruno Rossi.

## Cronotassi dei vincitori
- 1985 - William R. Forman e Christine Jones
- 1986 - Allan S. Jacobson
- 1987 - Michiel van der Klis
- 1988 - Rašid Alievič Sjunjaev
- 1989 - IMB e il gruppo di ricerca dell'esperimento Kamioka
- 1990 - Stirling A. Colgate
- 1991 - John A. Simpson
- 1992 - Gerald H. Share
- 1993 - Giovanni Bignami e Jules Halpern
- 1994 - Gerald Fishman
- 1995 - Carl Fichtel
- 1996 - Felix Mirabel e Luis F. Rodriguez
- 1997 - Trevor C. Weekes
- 1998 -  La squadra di ricerca del satellite Beppo-SAX (coordinata da Enrico Costa e Filippo Frontera) e Jan van Paradijs
- 1999 - Jean Swank e Hale Bradt
- 2000 - Peter Meszaros, Bohdan Paczyński e Martin Rees
- 2001 - Andrew Fabian e Yasuo Tanaka
- 2002 - Leon Van Speybroeck
- 2003 - Robert Duncan, Christopher Thompson e Chryssa Kouveliotou
- 2004 - Harvey Tananbaum e Martin Weisskopf
- 2005 - Stan Woosley
- 2006 - Deepto Chakrabarty, Tod Strohmayer e Rudy Wijnands
- 2007 - Neil Gehrels e lo Swift Team
- 2008 - Steven Allen, J.Patrick Henry, Maxim Markevitch, Alexey Vikhlinin
- 2009 - Charles D.Bailyn, Jeffrey E. McClintock e Ronald A. Remillard
- 2010 - Felix A. Aharonian, Werner Hofman, Heinrich J. Voelk e al team di H.E.S.S.
- 2011 - William B. Atwood, Peter Michelson ed il gruppo del Fermi Gamma-ray Space Telescope
- 2012 - Marco Tavani ed il gruppo di ricerca AGILE
- 2013 - Roger W. Romani, Alice Harding
- 2014 - Douglas P. Finkbeiner, Tracy R. Slayter e Meng Su per la loro ricerca sulle bolle di Fermi.
- 2015 - Fiona A. Harrison
- 2016 - Niel Brandt
- 2017 - Gabriela González ed il gruppo LIGO
- 2018 - Colleen Wilson-Hodge ed il gruppo GBM del Fermi Gamma-ray Space Telescope
- 2019 - Brian Metzger e Dan Kasen
- 2020 - Sheperd Doeleman e il gruppo dell'Event Horizon Telescope
- 2021 - Francis Halzen e il gruppo dell'IceCube
- 2022 - Keith Gendreau, Zaven Arzoumanian e il gruppo del NICER
- 2023 - Anatoly Spitkovsky
- 2024 - Martin Weisskopf, Paolo Soffitta e il gruppo dell'IXPE